# Charlotte Elisabeth Falksson
Charlotte Elisabeth Falksson, född 1770 på Lidingö, död 16 september 1831 i Stockholm, var en svensk tecknare, textilkonstnär och översättare.
Hon var dotter till revisorn Johan Falksson och Margareta Elisabeth Triwald. Falksson medverkade i Konstakademiens utställningar i början av 1800-talet. Hon var tecknare och brodör och deltog i Konstakademiens utställningar 1804 och 1805. Syskonen Johanna Christina Falksson (1771–1799) och Catharina Falksson (1779–1862) deltog även de i utställningarna 1804–1805.
Som översättare översatte hon hovtraktören G. E. Stingstocks Lärobok i den moderna kokkonsten som utgavs 1832. Hon översatte Kongl. preusziska hofköksmästaren G. E. Singstocks på trettioårig egen erfarenhet grundade nyaste fullständiga lärobok i den moderna kokkonsten, efter franska, engelska och tyska smaken (1832). 